# Rejon kirowski (Krym)
Rejon kirowski (uk. Кіровський район)  – jednostka administracyjna wchodząca w skład Republiki Autonomicznej Krymu na Ukrainie.
Rejon utworzony w 1934. Ma powierzchnię 1208 km² i liczy około 58 tysięcy mieszkańców. Siedzibą władz rejonu jest Kirowśke.
Na terenie rejonu znajdują się 1 miejska rada, 1 osiedlowa rada i 11 silskich rad, obejmujących w sumie 38 miejscowości.